# Flaga stanowa Karoliny Południowej
Półksiężyc upamiętnia odznakę (półksiężyc z napisem Wolność lub śmierć), jaką na czapkach nosili żołnierze dwóch pułków sformowanych w Karolinie Południowej w 1775 roku do walki przeciw Anglikom o niepodległość. Palma karłowata stała się symbolem zwycięstwa po tym, jak w 1776 roku fort na wyspie Sullivan w porcie Charleston pokonał flotę brytyjską. Fort zbudowany był z pni tej palmy, która obficie występuje na wyspie.
Przyjęta 28 stycznia 1861 roku. Proporcje nieustalone.

Moultrie Flag z okresu Rewolucji Amerykańskiej. Pierwowzór flagi stanowej